# Anthony Joseph

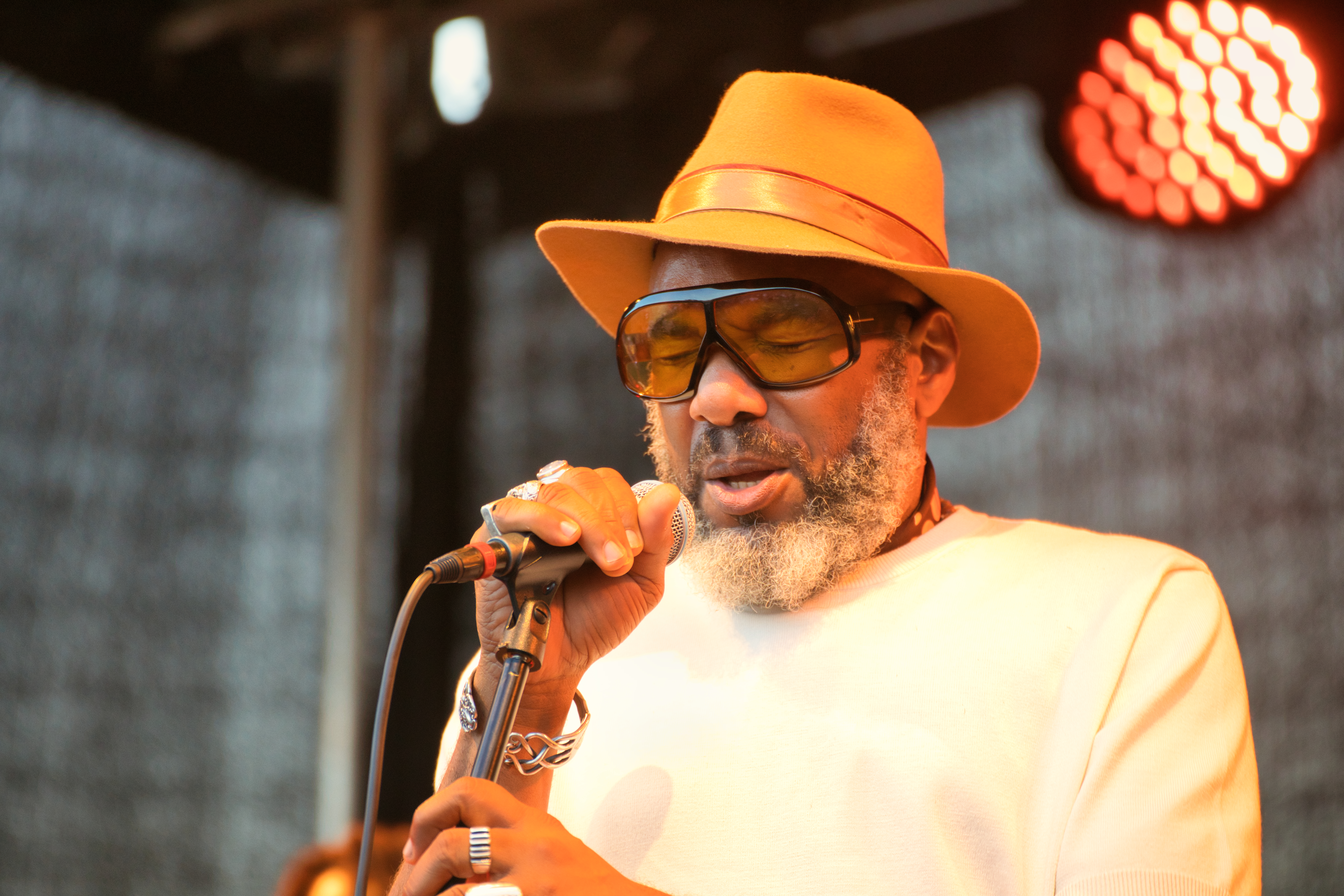
Anthony Joseph auf dem INNtöne Jazzfestival 2025

Anthony Derek Joseph (* 12. November 1966 in Port of Spain, Trinidad und Tobago) ist ein trinidadisch-britischer Schriftsteller, Lyriker und Musiker.

## Leben und Wirken
Joseph wuchs zunächst bei seinen Großeltern auf, wo er früh mit den Platten von Mighty Sparrow und Lord Kitchener vertraut wurde, was ihn zum Schreiben von Songs anregte; seit 1989 lebt er in Großbritannien. Er besuchte das Goldsmiths College an der Universität von London, wo er einen Master-Abschluss in Literatur erwarb. Während des Studiums entdeckte er die Musik und Schriften von Gil Scott-Heron.
Joseph trat zunächst als Autor der Gedichtbände Desafinado (1994) und Teragaton (1997) hervor, dem später Bird Head Son (2009) und Rubber Orchestras (2011) folgten. 2004 wurde er von Renaissance One und dem Arts Council England als einer von 50 schwarzen und asiatischen Schriftstellern ausgewählt, die einen wichtigen Beitrag zur zeitgenössischen britischen Literatur geleistet haben. Sein Debütroman The African Origins of UFOs wurde im November 2006 von Salt Publishing veröffentlicht. Joseph erhielt eine Förderung des Arts Council, um eine Lesereise durch Großbritannien zur Unterstützung des Buches durchzuführen. 2007 stellte er den Roman auf einer 10-Städte-Lesereise in Deutschland, aber auch in den USA vor. 2018 veröffentlichte er seinen Roman Kitch: A Fictional Biography of a Calypso Icon und im Folgejahr seinen dritten Roman,  The Frequency of Magic.

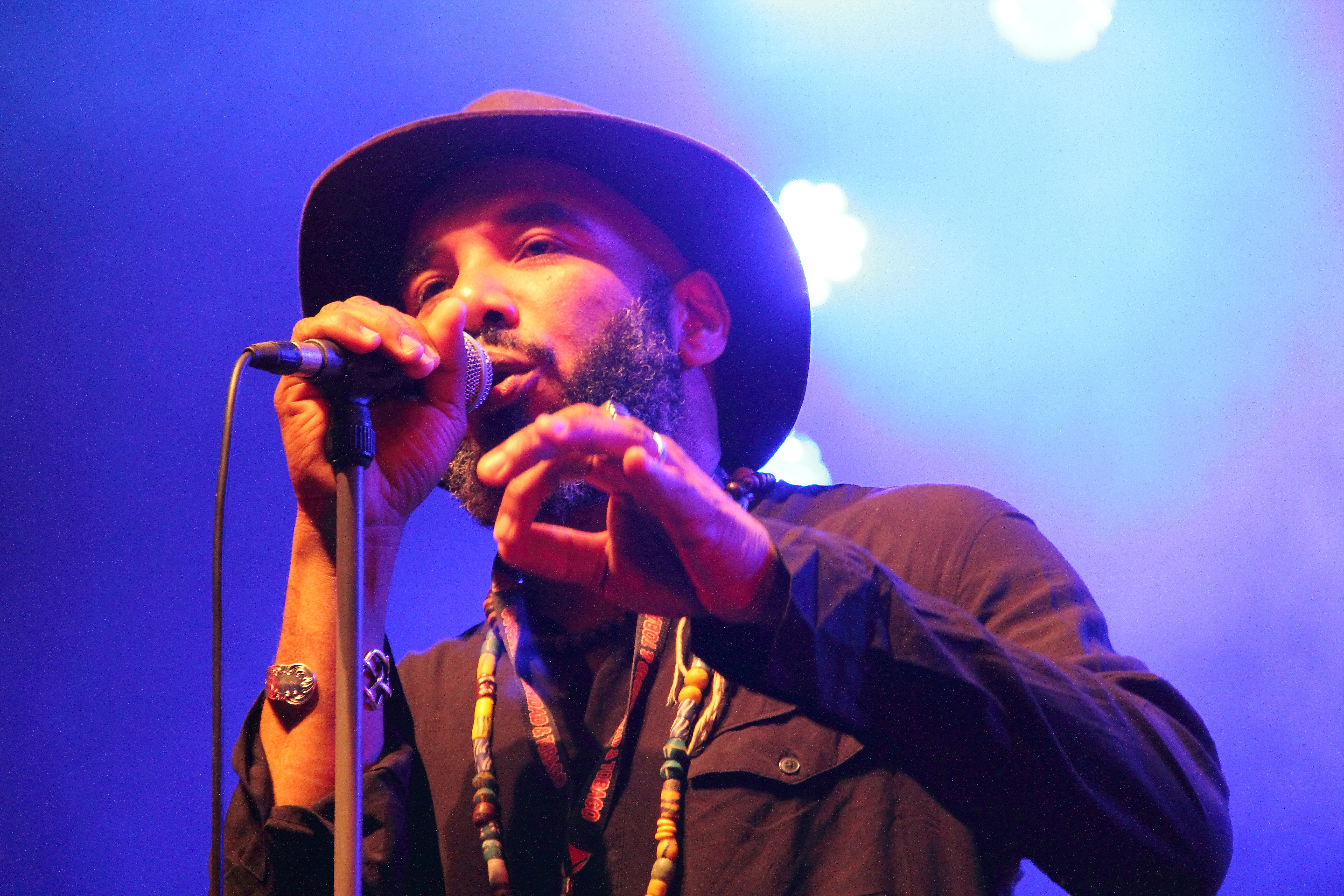
Anthony Joseph (Rudolstadt-Festival 2017)

Joseph ist auch als Spoken-Word-Sänger tätig. Sein Debütalbum, das mit The Spasm Band entstand, Leggo de Lion wurde im April 2007 von Kindred Spirits veröffentlicht. Es folgte die Veröffentlichung seines Albums Bird Head Son, das mit den Gästen Keziah Jones, Joseph Bowie und dem Vibraphonisten David Neerman aufgenommen wurde. Sein Album Rubber Orchestras wurde im August 2011 veröffentlicht. Time, sein von Meshell Ndegeocello produziertes erstes Album ohne die Spasm Band, wurde im Februar 2013 veröffentlicht. Mit dem Album Caribbean Roots (2016), das er auch in der Schweiz vorstellte, brachte er die unterschiedlichen Musiktraditionen der Karibikinseln zusammen, ebenso auf People of the Sun. Auf dem Album The Rich Are Only Defeated When Running for Their Lives (2021) legte er „ein kleines Hipster-Who's Who der Londoner Jazz-, Funk- und Soulszene vor“; der Titel (deutsch: „Die Reichen sind nur besiegt, wenn sie um ihr Leben rennen.“) ist zunächst ein Zitat aus dem Buch Die schwarzen Jakobiner des Kulturkritikers C. L. R. James über die Haitianische Revolution im späten 18. Jahrhundert und ihre Folgen. Er hat auch auf Alben von Robert Aaron, Brzzvll, Adam Pierończyk und Ashley Henry mitgewirkt.
Joseph hat an der London Metropolitan University, der University of Surrey Roehampton, dem South Thames College und dem Birkbeck College unterrichtet; seit 2019 lehrt er kreatives Schreiben an der De Montfort University in Leicester.

## Auszeichnungen und Preise
- Arts and Humanities Research Council Doctoral Research Award – 2007
- Jerwood Compton Poetry Fellowship – 2019
- Paul Hamlyn Foundation Composers Award – 2020
- T. S. Eliot Prize für Sonnets for Albert – 2022

## Schriften
- Desafinado, Poison Engine Press, 1994, ISBN 0-9524152-0-8
- Teragaton, Poison Engine Press, 1997, ISBN 0-9524152-1-6
- The African Origins of UFOs, Salt Publishing, 2006, ISBN 1-84471-272-9
- Bird Head Son, Salt Publishing, 2009, ISBN 1-84471-435-7
- Rubber Orchestras, Salt Publishing, 2011, ISBN 1-84471-819-0
- Kitch: A Fictional Biography of a Calypso Icon, Peepal Tree Press, 2018, ISBN 9781845234195
- The Frequency of Magic, Peepal Tree Press, 2019, ISBN 9781845234553
- Sonnets for Albert, Bloomsbury Poetry, 2022, ISBN 9781526649942

## Diskographie
- Anthony Joseph & The Spasm Band Leggo de Lion (Kindred Spirits 2007)
- Anthony Joseph & The Spasm Band Bird Head Son (Naïve Records 2009)
- Anthony Joseph & The Spasm Band Rubber Orchestras (Naïve 2011)
- Anthony Joseph & The Spasm Band Live in Bremen (Naïve 2013)
- Time (Heavenly Sweetness 2014)
- Caribbean Roots  (Heavenly Sweetness 2016; mit u. a. David Rudder, Yvon Guillard, Pierre Chabrèlle, Jason Yarde, Shabaka Hutchings, Patrick Marie-Magdeleine, Florian Pellisier, Andy Narell, Andrew John, Mike Clinton, Roger Raspail)
- People of the Sun (Heavenly Sweetness 2018)
- The Rich Are Only Defeated When Running for Their Lives (Heavenly Sweetness 2021; mit Jason Yarde, Florian Pellissier, Thibaut Remy, Andrew John, Rod Youngs, Crispin Spry Robinson, Roger Raspail sowie Shabaka Hutchings)
- Rowing Up River To Get Our Names Back (Heavenly Sweetness 2025)